# Karl Edvard Lundström
Karl Edvard Lundström, född 23 maj 1887 i Skellefteå, död 22 oktober 1963 i Stockholm, var en svensk bagare och grundare av Wasabröd.

## Biografi
Karl Edvard Lundströms föräldrar Jonas Lundström och Maria Eufrosynia Nilsdotter Lindberg var hemmansägare i Norrböle. Sonen gick folkskola och hade sedan diverse anställningar. Den 10 september 1919 grundade han ett bageri där han snart började koncentrera sig på vedeldsbakat knäckebröd. Han kallade företaget AB Skellefteå Spisbrödfabrik. Han experimenterade där med att automatisera knäckebrödstillverkningen. 1931 flyttade han tillverkningen till ett spisbrödsbageri i Filipstad eftersom han inte kunnat enas med Skellefteå kommun om ytterligare mark för att expandera fabriken.
1933 lyckades försöken med löpande bandsbakat bröd när han utvecklade Wasa Husman, som blev en försäljningssuccé i hela Sverige. Företaget blev kunglig hovleverantör samma årtionde, och man bytte 1934 företagsnamn till Wasabröd. Namnet är taget från Gustav Vasa, vars bild tidigare prydde brödpaketen.   Lundström myntade uttrycket "Wasabröd ger råg i ryggen", och det användes under många år som försäljningsslogan. Ordstävet kom av att han fått lära sig att den som inte åt råg blev vek.
Framgångarna innebar att Lundström kunde köpa upp andra företag vilka bland annat bakade ljust veteknäckebröd och delikatessbröd i Linköping respektive Kristianstad, och flera stockholmsbaserade bagerier. Export till USA och Tyskland inleddes under 1940-talet. Till brödtillverkningen skaffade sig Lundström en kvarn 1938, för att vid sidan av tekniska förbättringar satsa på kvalitetsutveckling. Lundström drev sitt företag till 1959 och överlämnade chefsposten till sin son Ulf Lundström.
I Filipstad är Konsul Lundströms väg uppkallad efter Karl Edvard Lundström.